# Buchmühle (Dischingen)
Buchmühle, in früherer Zeit auch Buchbronner Mühle, Buchbrunner Mühle, Buchbrunnenmühle und Buchbronn genannt, ist eine Wüstung auf der Gemarkung der ehemaligen Gemeinde Ballmertshofen, heute Ortsteil von Dischingen im Landkreis Heidenheim.

## Lage
Die Buchmühle stand weniger als einen Kilometer flussaufwärts von Ballmertshofen am rechten Ufer der Egau. Dort entspringt die Buchbrunnenquelle, die heute durchschnittlich fast einen Kubikmeter aus dem Karst schüttet und deren Abfluss in die Egau einlief.

## Geschichte
Die Buchmühle wurde erstmals 1298 erwähnt. Sie gehörte in früherer Zeit der Abtei Neresheim, ab 1688 dem Fürsten von Thurn und Taxis. Im Jahr 1954 wurde die Mühle im Zuge des Baus der heute den Großteil der Schüttung nutzenden Wasserversorgungsanlagen abgebrochen.